# Cyananthus macrocalyx
Cyananthus macrocalyx là loài thực vật có hoa trong họ Hoa chuông. Loài này được Franch. mô tả khoa học đầu tiên năm 1887.